# Paranerita disjuncta
Paranerita disjuncta är en fjärilsart som beskrevs av Talbot 1928. Paranerita disjuncta ingår i släktet Paranerita och familjen björnspinnare. Inga underarter finns listade i Catalogue of Life.